# Saint Johns River
Saint Johns River är ett vattendrag i Grenada.   Det ligger i parishen Saint George, i den sydvästra delen av landet. Saint Johns River ligger på ön Grenada.